# The Play What I Wrote
The Play What I Wrote ou The Play Wot I Wrote é uma farsa musical escrita por Hamish McColl, Sean Foley e Eddie Braben, estrelando Foley e McCool e dirigido por Kenneth Branagh. Daniel Radcliffe também está na peça.